# Liste der Naturdenkmale in Deizisau
| Naturdenkmale | Anzahl |
| ------------- | ------ |
| FND           | 1      |
| END           | 3      |
| Gesamt        | 4      |

Die Liste der Naturdenkmale in Deizisau nennt die verordneten Naturdenkmale (ND) der im baden-württembergischen Landkreis Esslingen liegenden Gemeinde Deizisau. In Deizisau gibt es insgesamt 4 als Naturdenkmal geschützte Objekte, davon 1 flächenhafte Naturdenkmale (FND) und 3 Einzelgebilde-Naturdenkmal (END).
Stand: 30. Oktober 2016.

## Flächenhafte Naturdenkmale (FND)
| Name                     | Bild | Kennung     | Einzelheiten | Position | Fläche Hektar | Datum         |
| ------------------------ | ---- | ----------- | ------------ | -------- | ------------- | ------------- |
| Körschburg               |      | 81160140904 | Deizisau     | ⊙        | 2,5           | 30. Juni 1994 |
| Legende für Naturdenkmal |      |             |              |          |               |               |

## Einzelgebilde (END)
| Name                     | Bild | Kennung     | Einzelheiten | Position | Fläche Hektar | Datum         |
| ------------------------ | ---- | ----------- | ------------ | -------- | ------------- | ------------- |
| 1 Linde (Egertlinde)     | BW   | 81160140901 | Deizisau     | ⊙        | 0,0           | 25. Aug. 1983 |
| 1 Linde (Hungerlinde)    |      | 81160140902 | Deizisau     | ⊙        | 0,0           | 25. Aug. 1983 |
| 1 Linde (Kaiserlinde)    | BW   | 81160140903 | Deizisau     | ⊙        | 0,0           | 25. Aug. 1983 |
| Legende für Naturdenkmal |      |             |              |          |               |               |